# Montmérac
Montmérac é uma comuna francesa na região administrativa da Nova Aquitânia, no departamento de Charente. Estende-se por uma área de 23.39 km². Em 2010 a comuna tinha 734 habitantes (densidade: 31,4 hab./km²).
Foi criada em 1 de janeiro de 2016, a partir da fusão das antigas comunas de Montchaude e Lamérac.